# Agnès Acker
Pour les articles homonymes, voir Acker.
Agnès Acker, née Keller le 28 janvier 1940 à Thann (Haut-Rhin, France), est une astrophysicienne française, professeur émérite de l'Université de Strasbourg, fondatrice du Planétarium de Strasbourg et présidente-fondatrice de l'Association des planétariums de langue française (APLF) Ses recherches sont principalement consacrées aux stades tardifs de l’évolution d’étoiles de type solaire : nébuleuses planétaires, binarité des noyaux, vents stellaires.

## Biographie
Agnès Acker est titulaire d'un doctorat d'État soutenu en 1976 à l'Université Strasbourg I sous le titre Cinématique, âge et binarité des noyaux de nébuleuses planétaires.
Durant les années 80 jusqu'aux débuts des années 2000, elle s'implique dans de nombreux projets dont le Planétarium de Strasbourg et l'Association des planétariums de langue française (APLF) qu'elle préside pendant plus d'une vingtaine d'années. Ainsi que l’équipe de recherche « Populations stellaires » et le Diplôme d'études approfondies (DEA) en astrophysique de l'Observatoire de Strasbourg qu'elle dirige pendant plus d'une dizaine d'années.
Professeur des universités, elle est promue à la classe exceptionnelle en 2003, puis à l'éméritat en 2009.
Agnès Acker a également exercé des responsabilités dans diverses organisations et a notamment été membre du Comité de pilotage national de l'Année mondiale de l'astronomie (AMA09), créatrice et coresponsable du Brevet d'État d'animateur technicien de l'éducation populaire et de la jeunesse (BEATEP), membre de l'Union astronomique internationale (IAU) depuis 1976, membre du Conseil de l'International Planetarium Society (IPS) depuis 1990, membre du Conseil scientifique et pédagogique du Vaisseau, CCSTI strasbourgeois, de 2004 à 2009, membre élu du Conseil du Comité de liaison enseignants et astronomes (CLEA) depuis 1990, directrice du Jardin des sciences, CCSTI de l'université Louis-Pasteur, de 1991 à 1994, membre élu du Conseil national des universités (CNU) de 1987 à 1991 et membre du Conseil économique et social d'Alsace (CÉSER Alsace) de 1995 à 2001.
Dans le domaine spécifique des planétariums, elle a été chef de projet de plusieurs spectacles européens de planétariums en partenariat APLF/ESO : Les mystères du ciel austral (2002), ALMA : la quête de nos origines cosmiques (2009), L'eau : une aventure cosmique (2012). Entre 1982 et 2008 elle a été l'auteur et la scénariste de douze spectacles de planétariums. En 2005 elle a réalisé une version trilingue du CD-ROM Explorer l’Univers, créé par l'Université de Californie (Hands-On Universe). Depuis 1995 elle est la directrice de publication de la revue  Planétariums. Elle est aussi la fondatrice (1984) et la directrice de la collection « Planétariums » de l'Observatoire de Strasbourg.
Agnès Acker était mariée à Robert Acker (1940 – 4 décembre 2022). Le couple a eu cinq enfants (Nathalie, Madeleine, Pierre, Elisabeth et Jean-Michel) et neuf petits-enfants. Elle vit à Gambsheim, près de Strasbourg. Elle est adepte du sport motocycliste et roule sur Hornet 600 (95 CV).

## Sélection de publications
Agnès Acker est l'auteur/coauteur de plus de 200 articles dans des revues internationales d'astrophysique et de nombreux ouvrages pédagogiques et de diffusion scientifique.
- Initiation à l'astronomie, Masson 1978, 1981, 1986
- Astronomie, astrophysique. Introduction, Dunod, 1992, 1995, 1998, 2005, 2013
- Formes et couleurs dans l'univers : nébuleuses, amas d'étoiles, galaxie, Masson, 1987
- Le planétarium : un spectacle nouveau dans votre ville, Valblor, 1991
- Astronomie : méthodes et calculs : exercices corrigés (en coll. avec Carlos Jaschek), Masson, 1984, 1995
- Vie et mort des étoiles : un exposé pour comprendre, un essai pour réfléchir (en coll. avec Ariane Lançon), Flammarion, coll. « Dominos », 1998
- L'univers astronomique (en coll. avec Jean-Claude Pecker), Observatoire de Strasbourg, 2001, 2006
- Étoiles et matière interstellaire (en coll. avec James Lequeux, Claude Bertout, Jean-Paul Zahn, Nicolas Prantzos et Jean-Pierre Lasota), Ellipses, 2008, 2009
- L’Arc-en-ciel des étoiles (dir.), APLF/Observatoire de Strasbourg, 2010 (livret pédagogique)

## Distinctions
En 1994, Agnès Acker obtient le Premier prix « auteur » en diffusion scientifique, attribué par le Ministère de la Recherche et de la Technologie. En 1997, l'Académie des sciences lui décerne le prix Doisteau-Bluteaux. En 2008 elle est nommée IPS Fellow de l'International Planetarium Society (Chicago). En 2010, le prix Ourrisson lui est remis par la Fond'Action Alsace.
Le 16 octobre 2023, l'astéroïde (48846) Agnèsacker est nommé en son honneur.

### Décorations
- Chevalière de la Légion d'honneur (décret du 13 juillet 2012)[14].
- Commandeure de l'ordre des Palmes académiques (1999).